# Amerikai alkörmös

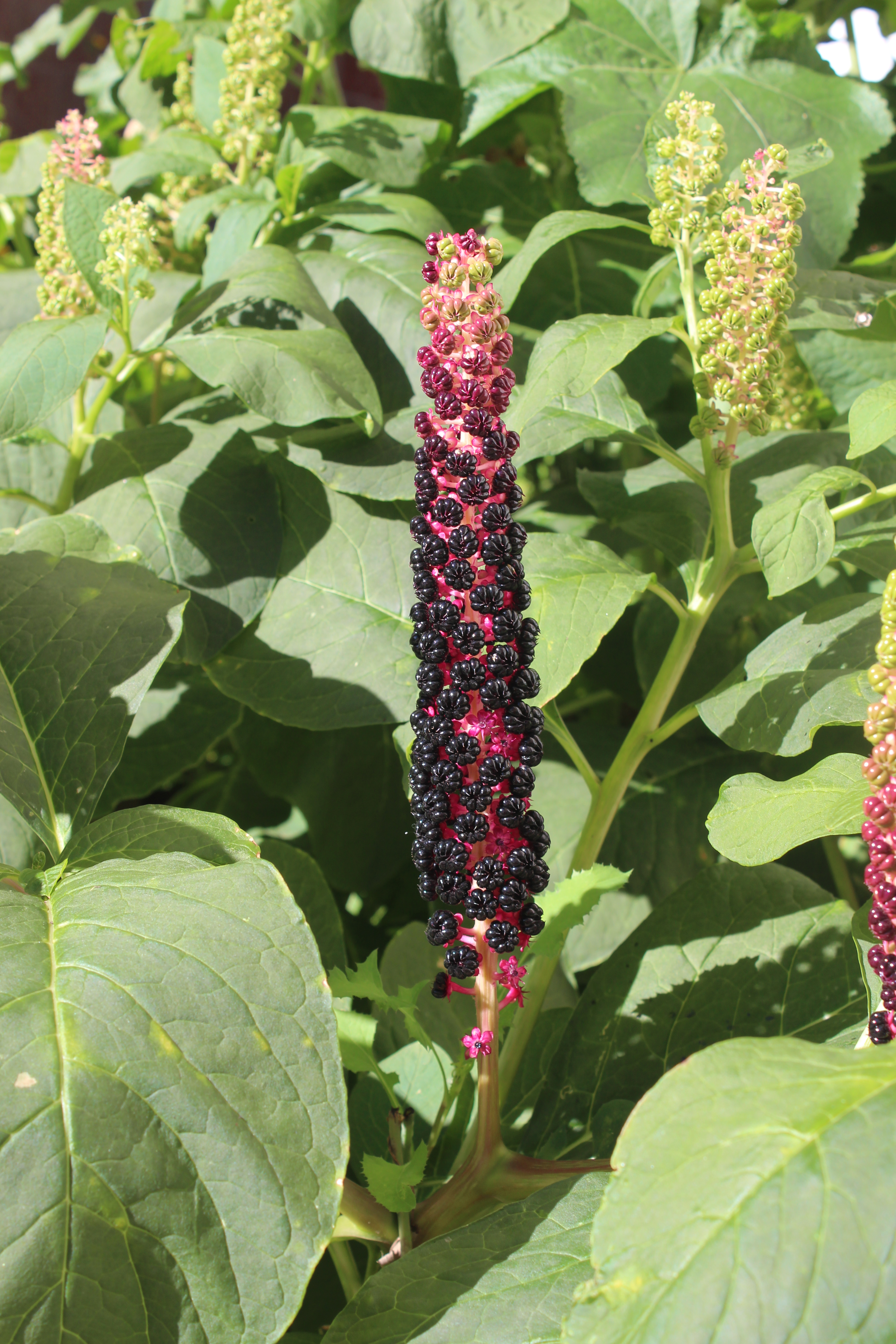
Közelről

Az amerikai alkörmös vagy amerikai karmazsinbogyó (Phytolacca americana) az alkörmösfélék családjába tartozó lágy szárú, évelő növény. Amerika mérsékelt éghajlatú részéről származik. Magyarországon adventív. Egyes részei (bogyói, gyökere legfőképp) erősen mérgezőek a legelő állatokra és az emberre.

## Elterjedés, élőhely
Észak-Amerikából Európába került, innen Törökországon keresztül Iránig. Észak-Európában nem fordul elő, de Ázsiában Indiától, Kínában, Japánig. Ausztráliában és Új-Zélandon is él.
Zavart, felhagyott, bolygatott területeken pionír növény. Fagyérzékeny, de gyökeréről könnyen újra kihajt.
Hazájában és többi elterjedési területén is, ahol elvadult, gyomnövényként tartják számon. Magyarországon mezőgazdasági kártétele nem jelentős, de a természetes élőhelyeken az őshonos fajok kiszorításával a honos fajok életterét veszélyezteti.

## Leírása
Gyökere húsos, vaskos, elágazó főgyökér. 
Szára erős, a betalainoktól vöröses színű. Elérheti a 3 m-es magasságot is.
Levelei szórt állásúak, tojásdad-lándzsás alakúak, ép szélűek, 10–25 cm hosszúak.
Virágzata fürt. A virágok kétivarúak, zöldesfehér-rózsaszínek. A termés feketés-bíborszínű csoportos bogyó (mérgező). Májustól augusztusig virágzik.

### Hasonló faj
P. esculenta – ehető karmazsinbogyó

## Felhasználása
Magyarországra a mediterrán térségből került, ahol festőnövényként, dísznövényként ültették.
Régebben ételfestékként, borszínezékként használták.